# Hermann Müller-Sagan

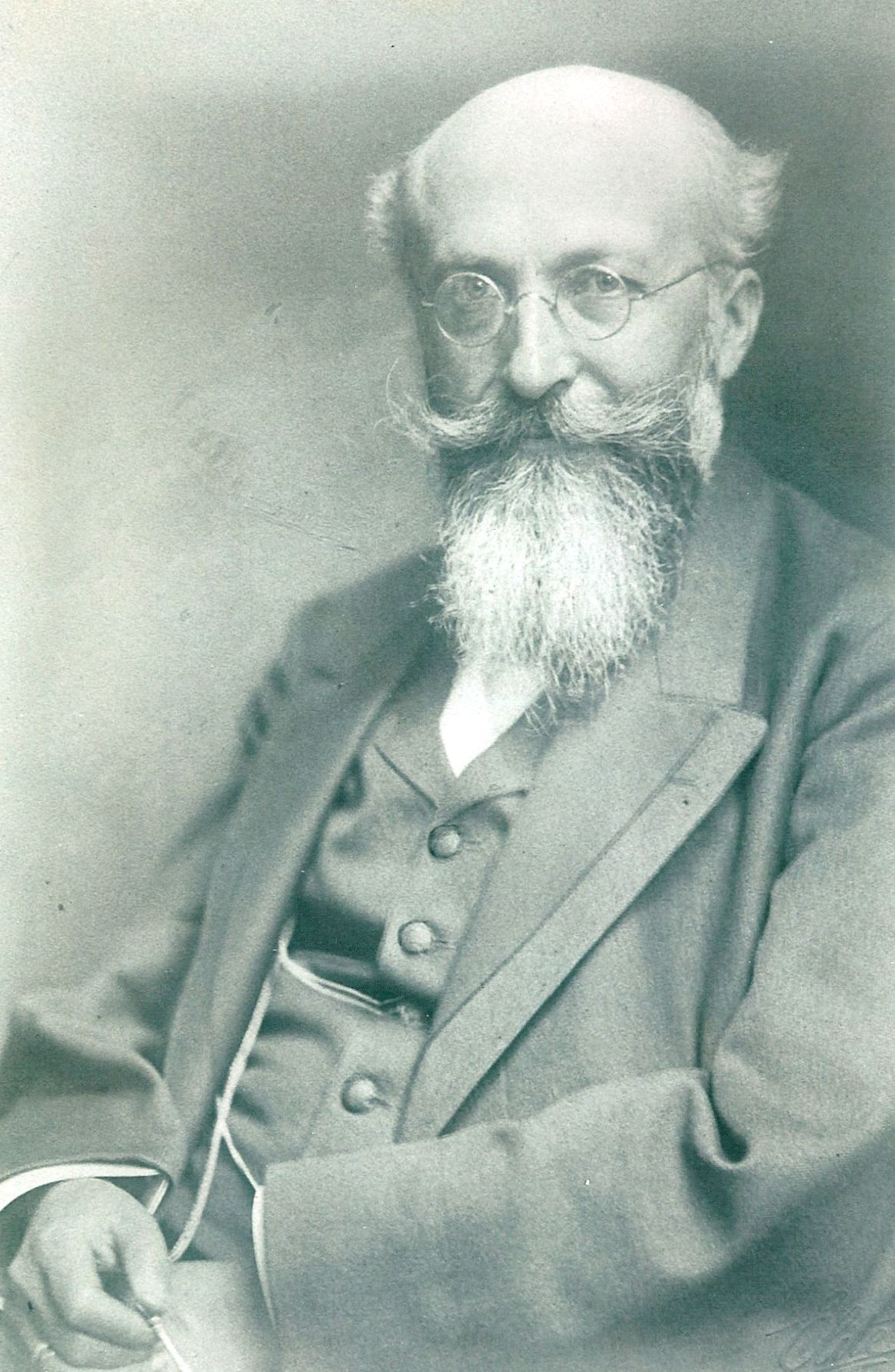
Hermann Müller-Sagan

Wilhelm Hermann Müller (zur Unterscheidung parlamentarisch Müller-Sagan genannt; * 7. März 1857 in Lippstadt; † 10. Oktober 1912 in Lichterfelde) war ein deutscher Verleger und linksliberaler Politiker.

## Leben

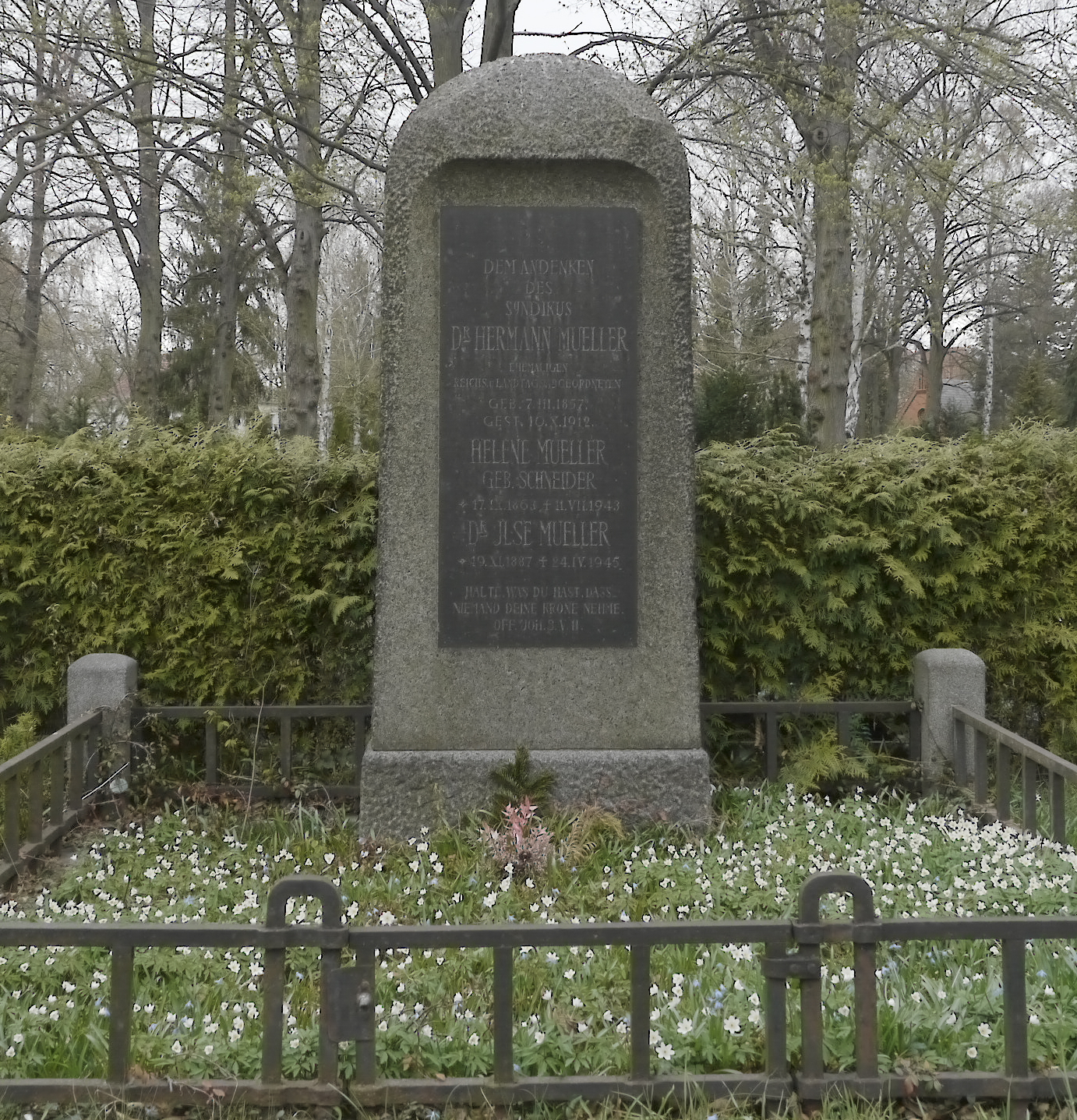
Grab von Hermann Mueller auf dem Friedhof Lankwitz. Koordinaten des Grabes:

Müller wurde als Sohn von Hermann Müller und der Sophie Marie Elisabeth Schmitz in Lippstadt geboren. Er war verheiratet und hatte sechs Kinder.
Müller studierte Naturwissenschaften in Jena, Straßburg und Göttingen. Er promovierte zum Dr. phil. Anschließend war er von 1877 bis 1880 als Lehrer in Lippstadt, 1880 in London und 1881 Liegnitz tätig. Ab 1888 war Müller Verlagsbuchhändler und Teilhaber des Verlages von C. Flemming in Glogau. Außerdem war er von 1888 bis 1898 Verleger des Niederschlesischen Anzeigers. Müller war auch Redakteur der Freisinnigen Zeitung.
Müller gehörte der Freisinnigen Volkspartei an. Von 1890 bis 1896 war er Stadtverordneter in Glogau. Von 1892 bis 1907 war er Mitglied im Reichstag. Dem Preußischen Abgeordnetenhaus gehörte er von 1899 bis zu seinem Tod an.
Als Nachfolger von Eugen Richter war Müller ab 1906 Vorsitzender der Freisinnigen Volkspartei.
Hermann Müllers Grab auf dem Friedhof Lankwitz ist bis heute erhalten. An seiner Grabstelle sind auch Helene Müller (* 17. September 1863; † 11. Juli 1943) und Ilse Müller (* 19. November 1887; † 24. April 1945) bestattet. Der große gemeinsame Grabstein trägt eine Inschrift nach der Lutherbibel:
Halte was du hast. Dass niemand deine Krone nehme. (Offenbarung des Johannes 3,11 Offb 3,11 )